# Linnaemya pallida
Linnaemya pallida är en tvåvingeart som först beskrevs av Jaennicke 1867.  Linnaemya pallida ingår i släktet Linnaemya och familjen parasitflugor.
Artens utbredningsområde är Etiopien. Inga underarter finns listade i Catalogue of Life.